# Клан Макленнан

Герб вождей клана Макленнан

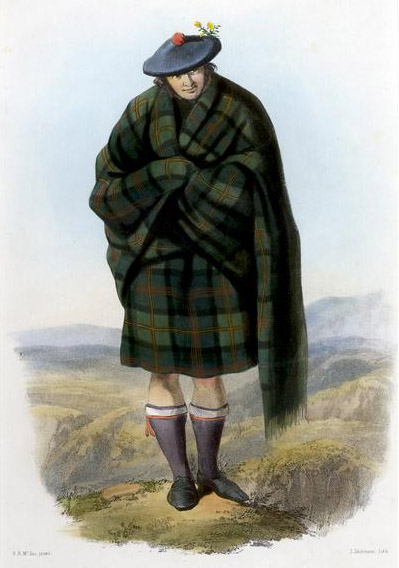
Человек клана Макленнан в традиционной одежде. Рисунок художника Маклана, 1845 год

Клан Макленнан (шотл. — Clan MacLennan, гэльск. — Siol Ghillinnein, Clan MacGille Finnan) — один из кланов горной Шотландии (Хайленда). Также известен как Клан Шол Гилленнен, Клан Макгилле Финнан. В переводе с гэльского означает «сыновья последователя святого Финнана». Клан владел землями на северо-западе Шотландии.
- Вождь клана: Рори Дональд Джордж Макленнан из Макленнана, 35-й вождь клана Макленнан[2]
- Девиз клана: Dum spiro spero — Пока дышу, надеюсь (лат.)
- Символ клана: ветка дрока.

## История клана Макленнан

### Происхождение
Клан Макленнан владел землями в области Кинтайл связан по своему происхождению с кланом Логан . В XV веке произошла война между кланами Логан и Фрейзер . Вождь клана Логан Гиллегорм Логан (гэльск. — Gillegorm Logan) увел свой клан в военный поход на клан Фрейзер. Отряд пришел в Инвернесс и попал в засаду. Большинство воинов погибла в битве, которая состоялась под Норт-Кессоком. Вождь клана Логан погиб. Беременная вдова Гиллегорма была захвачена в плен кланом Фрейзер и вскоре родила ребенка. Люди клана Фрейзер намеренно покалечили ребенка и она в связи с этим была названа Кротайр Магиллигорм (гэльск. — Crotair MacGilligorm). Согласно другой версии, ребенок родился с врожденными уродствами и ее взяли на содержание монахи монастыря Боли (шотл. — Beauly Priory). Когда этот сын вождя вырос, он проигнорировал указ папы Иннокентия III и следовал кельтским обычаям жизни кланов. Он женился, имел детей, и от него возник клан, стал называться Макгилле Финнан. Геральдика клана Макленнан тоже намекает на связь с кланом Логан. Кратах Макгиллгорм был благодарен монахам и церкви, что его ухаживали в детстве и, став вождем клана, построил церкви Килмур (Kilmuir) в Слите (Sleat) на острове Скай и Килкринан (Kilchrenan) в Гленелге (Glenelg). Его сына назвали Гиллифиннан в честь Святого Финнана (Saint Finnan) .

### XV век — войны кланов
Герб вождя клана Мак Леннан указывает не только на связь с кланом Логан, но и на связь с кланами Маккензи и Макре. Кланы Макленнан и Макре были в XV веке союзниками клана Маккензи и были хранителями клана Маккензи в замке Эйлен Донан (гэльск. — Eilean Donan). В 1452 году клан Макленнан как союзник клана Маккензи в Кинтайле воевал и принимал участие в битве под Белах нам Бройг (гэльск. — Bealach nam Broig) против клана Фрейзер.

### XVII век — Гражданская война на Британских островах
В течение Гражданской войны на Британских островах клан Макленнан последовательно поддерживал вождя клана Маккензи, который был сторонником ковенантеров и противником роялистов, которых возглавлял Джеймс Грэм, 1-й маркиз Монтроз. Кланы Макленнан и Маккензи совместно воевали против роялистов в битве при Олдерне в 1645 году и потерпели поражение. В этой битве клан Макленнан возглавлял вождь Рори (гэльск. — Ruaridh) — бородатый рыжий гигант ростом более 6 футов. В этой битве роялисты победили хитростью, благодаря таланту стратега Джеймса Грэма. Отряды роялистов были значительно слабее отрядов ковенантеров, но роялистам удалось отвлечь внимание ковенантеров, направить их удар на якобы сосредоточения их главных сил, а затем обойти и ударить с тыла. Отрядам клана Макленнан был дан приказ отступать, но приказ не смогли доставить, и клан Макленнан стоял насмерть защищая флаг Сифорта, хотя битва уже была проиграна и в их гибели не было никакого смысла. В финале битвы отряды кланы Макленнан были изрублены кавалерией клана Гордон.

### XVIII века — Восстание якобитов
До начала XVII века клан Макленнан был почти полностью уничтожен, поэтому он не играл существенной роли в восстании якобитов. Но отдельные люди из клана Макленнан принимали участие в восстаниях якобитов 1715 и 1745 годов. После поражения повстанцев в битве при Каллодене (1746) произошли коренные изменения в обществе Шотландии — запрет клановой системы, клановых законов и обычаев, конфискация земли шотландских кланов. Люди из клана Макленнан эмигрировали в разные страны мира и живут в настоящее время, кроме Шотландии, в Канаде, Австралии, США (Округ Мак-Леннан) и Новой Зеландии.

### Современный клан Макленнан
До 1976 года клан Макленнан более трехсот лет не имел вождя клана. В 1977 году совет шотландских вождей, шотландские лорды и герольды признали вождем клана Макленнан Рональда Макленнана. Однако, Уильям Макленнан, который проживал в Сиднее (Австралия), заявил, что он является прямым потомком вождей клана Макленнан, и подал документы с соответствующими доказательствами. Возник спор по должности вождя клана, но в 1990 году оба потомки вождей клана умерли. Вождем был провозглашен Рори Дональд Джордж Макленнан, сын Рональда Макленнана, которому в 1990 году было 13 лет. Сын Уильяма Макленнана имеет право и может обжаловать это решение.

## Септы клана
Септы (Septs): Gilfiiman, Gillfiman, Gilfillian, Lenan, Lennan, Lennon, Leonard, Leonerd, Loban, Lobban, Logan, Lyndon, MacAlenon, MacAlinden, MacAlonan, MacClennen, MacClendon, MacLenden, MacLendon, MacLennan, MacLennon, MacLydon, McClendon, McLandon, McLendon, McLennan, McLennon, MackLenddon, MackLenden, MackLendin, MackLendon, Meclendon, Mclendon.